# Radiaster notabilis
Radiaster notabilis is een kamster uit de familie Radiasteridae.
De wetenschappelijke naam van de soort werd, als Mimaster notabilis, in 1913 gepubliceerd door Walter Kenrick Fisher.